# Епархия Дьёра
Епархия Дьёра (венг. Győri Egyházmegye, лат. Dioecesis Iaurinensis) — католическая епархия латинского обряда в Венгрии с центром в городе Дьёр. Входит в состав митрополии Эстергом-Будапешт.
Епархия в Дьёре основана в XI веке одновременно с большинством венгерских епархий в период христианизации Венгрии. C 1594 по 1598 год была под османской оккупацией. В 1777 году из епархии Дьёра была выделена епархия Сомбатхея. В 1922 году на отошедших к Австрии по итогам первой мировой войны бывших венгерских землях (принадлежавших епархиям Дьёра и Сомбатхея) была основана апостольская администратура Бургенланда.
По данным на 2006 год в епархии насчитывалось 370 000 католика (69,8 % населения), 162 священника и 194 прихода. Кафедральным собором епархии является собор Пресвятой Девы Марии в городе Дьёр. С 1991 года епархию возглавляет епископ Лайош Папаи (венг. Pápai Lajos).

## Ординарии
...
- Орбан Дочи фон Нагилуче

...
- Леопольд Колонич (16 сентября 1686 — 6 марта 1690);

...
- Йозеф Игнац де Вильт (Jozef Ignác de Vilt) 1806—1813

...
- Янош Шимор 1857—1867
- Янош Залка 1867—1901
- Миклош Сеченьи де Шальвар-Фельшовидек 1901—1911
- Липот Арпад Варади 1911—1914
- Антал Фетшер 1915—1933
- Штефано Брейер (Stefano Breyer) 1933—1940
- Вильмош Апор 1941—1945
- Карл Кальман Папп (Karl Kalman Papp) 1946—1966

...
- Корнел Патаки (Kornél Pataky) 1976—1991
- Лайош Папаи (1991—2016)
- Андраш Вереш (2016 —)